# 飯田和敏
飯田 和敏（いいだ かずとし、1968年11月26日 - ）は、日本のゲームクリエイター。元有限会社バウロズ取締役社長。立命館大学映像学部映像学科教授。

## 略歴
東京都生まれ、千葉県育ち。多摩美術大学油絵科卒。アートディンクを経て、1996年6月に有限会社パーラム（2003年9月に有限会社バウロズと改名）を設立。
講師活動や、麻野一哉・米光一成との作家・研究活動、『げんしけん』の小説執筆などで商用ゲーム制作から遠ざかっていたが、2009年より復帰、2010年から3年間はグラスホッパー・マニファクチュアに在籍。2011年8月21日公開の日本科学未来館常設展示「アナグラのうた〜消えた博士と残された装置〜」の演出を担当。同時期、東京工芸大学、デジタルハリウッド大学で教授を務める。
2015年4月からは立命館大学映像学部　教授に就任。文化庁メディア芸術祭エンターテイメント部門の審査員を第17回(2013年)から第19回(2015年)まで務める。

## ゲーム作品
- アクアノートの休日（PlayStation）
- 太陽のしっぽ（PlayStation）
- 巨人のドシン1（64DD）
- 巨人のドシン解放戦線チビッコチッコ大集合（64DD）
- ディシプリン＊帝国の誕生（Wiiウェア）
- ヱヴァンゲリヲン新劇場版 -サウンドインパクト-[4]
- アナグラのうた〜消えた博士と残された装置〜
- LINE EASY DIVER[5]
- KAKEXUN
- 水没オシマイ都市[6]

## 共編著
- 『ベストセラー本ゲーム化会議』麻野一哉、米光一成共著（原書房・2002）
- 『日本文学ふいんき語り』麻野一哉、米光一成共著（双葉社・2005）
- 『スピンドル式 鍛えない脳』麻野一哉,米光一成共著（しょういん・2007）
- 『恋愛小説ふいんき語り』麻野一哉,米光一成共著（ポプラ社・2007）
- 『このアニメ映画はおもしろい！』川上大典、小張アキコ、須川亜紀子、武田かおり、大澤良貴、小中千昭、大井昌和、平田研也共著（青弓社・2015）

## その他の作品・活動
- ゲーム菩薩2014年 KAKEXUNのクラウドファンディングキャンペーンの一環として行われた展覧会の期間中、朝から夜までカメラをつけ、亡くなった友人であるゲームクリエイター飯野賢治を偲び、ゲームという文化と自我を見直す様子をずっとUstreamにて無料配信をつづけるパフォーマンスを行った

## 関連書籍
- 2003―飯野賢治対談集（1999年、 ソニー・マガジンズ） ISBN 978-4789713597

## CD
- 鉄拳2 STRIKE ARRANGES（1996年8月21日 NECアベニュー NACL1238）